# Orrot
Die Orrot ist ein mit ihrem längeren Oberlauf Glasbach etwa 10 km langer Bach in den Ellwanger Bergen im baden-württembergischen Ostalbkreis. Namentlich beginnt ihr Lauf am Ausfluss des von Glasbach und Orbach gespeisten Holzmühle-Stausees und zieht dann in einem nach Süden ausholenden Bogen insgesamt nach Osten. Beim Weiler Schweighausen der Gemeinde Jagstzell mündet sie von links in die obere Jagst.

## Name
Die Orrot wurde noch im 19. Jahrhundert wie der bedeutendere linke ihrer beiden Oberläufe als Glasbach bezeichnet. Der heute Orbach heißende Oberlauf wurde damals Ohrbach geschrieben, analog zum Bestimmungselement des Namens der auf einer Karte dieser Zeit als Ohr-Säg-M. eingetragenen heutigen Ohrmühle und des damals Ohrholz genannten Waldes rechts am Orbach-Unterlauf (heute: Orholz). Der heutige Name mutet deshalb an wie eine Zusammensetzung aus einem vom rechten Oberlauf übernommenen Bestimmungselement Or- und aus dem in der Umgegend häufigen Flussnamen Rot. Vgl. etwa die weniger als einen halben Kilometer aufwärts von der rechten Seite der Jagst zumündende Rechenberger Rot (auch Rotbach genannt) oder die Blinde Rot, deren Einzugsgebiet unmittelbar westlich an das ihre angrenzt. Rot/Roth/Reuth/… ist ein typischer Rodungsname, der etwa auch im Namen des Rosenberger Weilers Geiselrot steckt oder im Namen des nahen Bühlertanner Weilers Fronrot. Den Jagstzeller Wohnplatz des Namens Orrot, ein Einzelanwesen, das heute gleich unterhalb des Orrotsees liegt, scheint es früher nicht gegeben zu haben.

## Geographie
Die Orrot entsteht auf etwas unter 450 m ü. NHN am Auslauf des Holzmühl-Stausees bei der Holzmühle in der Gemeinde Rosenberg. Der See wird von zwei großen Oberläufen gespeist, dem etwas längeren und einzugsgebietsreicheren Glasbach, der von Nordwesten, und dem Nebenstrang-Oberlauf Orbach, der aus dem Westen kommend zufließt.

### Glasbach
Der linke Oberlauf Glasbach nimmt seinen Anfang im Waldgebiet Harbach zwischen dem Lauf der obersten Blinden Rot im Westen und der Rodungsinsel um den Rosenberger Weiler Hummelsweiler im Osten. Hier beginnt sein Lauf auf etwa 488 m ü. NHN ca. 0,9 km westsüdwestlich der Ortsmitte von Hummelsweiler im flachen Muldengewann Alte Klinge noch im Harbach-Wald. Er läuft anfangs ostwärts und wechselt dabei schon nach hundert Metern in die Flur um Hummelsweiler. Nach weiteren dreihundert Metern geraden Grabenlaufs quert er im Durchstich den Damm eines trockengelegten alten Weihers und unterquert dann die Dorfverbindungsstraße von Willa im Südwesten nach Hummelsweiler, dessen Ortsrand hier nur noch dreihundert Meter entfernt ist. Unmittelbar danach wendet er sich auf forthin sehr beständigen Südostlauf.
Auf diesem tieft sich seine Grünlandmulde zwischen Äckern auf den begleitenden Hügeln nun merklich ein. Etwa zweieinhalb Kilometer unterhalb des Ursprungs zweigt der bisher in einem bewuchslosen Graben laufende Bach einen weiteren Grabenlauf zum rechten Hangfuß ab, der vierhundert Meter weiter in den Rutschweiher einfließt, den Mühlweiher der an seinem Damm liegenden Spitzensägmühle. Der Bach selbst unterquert nahebei auf einem kurzen verdolten Stück die K 3323 von Hummelsweiler nach Rosenberg im Süden und nimmt dann auf Mäanderlauf unmittelbar nach dem Mühlenanwesen den Weiherabfluss Rappenweiherbach auf, der aus dem Westen kommend in den Mühlweiher einfließt.
In einer meist weniger als hundert Meter breiten Wiesenschneise läuft der Glasbach dann in kleinen Bögen zwischen den Wäldern Buchholz im Nordosten und Walzen im Südwesten hindurch, um dann nach Bachteilung und Flurweitung zur großen Rodungsinsel um Rosenberg mit dem rechten Ast den Härlingssägmühlweiher an der Herlingssägmühle zu speisen. Dreihundert Meter nach der Wiedervereinigung der Zweige mündet von Westen her der Herlingsbach auf inzwischen 459,4 m ü. NHN in den Glasbach, sein mit über zwei Kilometern Länge größter Zufluss, der am Rande des Weilers Geiselrot entsteht und im Mittellauf durch den Herlingsweiher am Südrand des Walzen  zieht.
Wenig nach diesem Zufluss auf nunmehr wieder wenig gewundenem Lauf weicht der Bach vor einem Südostsporn des Hügelwaldes Ödholz kurz nach rechts aus und fließt danach in alter Richtung weiter. Hier stand früher die inzwischen abgegangene Glassägmühle und auf dem nahen Sporn der auch zur Wüstung gewordene Ort Oberknausen. Auf dem knapp einen Kilometer langen südöstlichen Restabschnitt bis zum Holzmühl-Stausee zeigt der Bach nun wieder Mäander und ist erstmals von einer erst gegen das Laufende zu wieder aussetzenden Gehölzgalerie begleitet. Er unterquert hierbei noch die von Rosenberg im Westen kommende K 3321, die danach Unterknausen auf dem linken Randhügel passiert und östlich nach Jagstzell weiterläuft. Dann läuft der Glasbach auf unter 450 m ü. NHN in die über 300 Meter lange nordwestliche Mündungsbucht des Holzmühl-Stausees ein, in dem er sich mit dem rechten Orbach vereint.

### Orbach
Der rechte Oberlauf Orbach entsteht im Wald Vogelbuck etwa 1,5 km westsüdwestlich der Ortsmitte von Rosenberg im Norden einer Forstackerlichtung und fließt von Anfang an ungefähr östlich. Schon nach etwa einem halben Kilometer verlässt er den Wald in die Stöckwiesen am Südrand der Rosenberger Rodungsinsel, hält aber weiterhin und bis zur Mündung rechts nahen Kontakt zum Nordrand des großen Virngrund-Waldgebietes. Sich dem Südwestrand des Dorfes nähernd, speist er einige Teiche und unterquert dann auf einem kurzen verdolten Stück das Ende der Karl-Stirner-Straße. Danach entfernt er sich wieder von der Siedlungsgrenze Rosenbergs, das sich auf der linken Wasserscheide zum Glasbach weiter entlangstreckt.
Nach einem weiteren Teich tritt er ins 5,9 ha große Naturschutzgebiet Orbachtal mit Streuwiesen ein, an dessen Ostspitze er unmittelbar vor der L 1060 von rechts seinen mit 1,8 km Länge bedeutendsten Zufluss Häselesbronnenbach aus dem Wald zur Rechten aufnimmt, der unter anderem den Nordwestabfall des Hohenbergs entwässert und dessen Unterlaufaue ebenfalls im Naturschutzgebiet liegt. Gleich nach Unterqueren der Landesstraße fließt der Orbach an der Rosenberger Ohrmühle vorbei, deren Mühlweiher zu früheren Zeiten vom Straßendamm eingestaut wurde und einen Teil des heutigen Naturschutzgebiets bedeckte. Weniger als 300 Meter danach mündet von rechts der nur 1,1 km lange Kirchholzbach zu, der am Nordfuß des Hohenberges im Wald entsteht und dann am Ostrand der sich im Norden trichterförmig weitenden Straßenschneise entlangläuft. Hier läuft der Orbach nun schon in sehr flacher Talaue an einem Teich vorbei unter dem nun Orholz genannten rechten Hügelwald, aus dem ihm nach wenigen hundert Metern ein kurzer und letzter rechter Nebenbach zufließt. Noch einmal etwa soviel weiter fließt er etwas unter 450 m ü. NHN in seine sich ihm fast 400 Meter nach Westen entgegenstreckende Mündungsbucht des Holzmühl-Stausees ein, der wenige Schritt nördlich von ihm auch ein etwa 0,9 km langer Bach aus dem Gewann Frauenfeld im Nordwesten zumündet, der vor der Seeanstauung noch ein linker Nebenfluss des Orbachs war.

### Unterlauf Orrot
Die Orrot läuft nach ihrem ostsüdöstlichen Ausfluss aus dem Holzmühl-Stausee zunächst etwa 700 Meter lang unterirdisch unter dem großen Industriegelände der Rosenberger Holzmühle. Auf diesem Abschnitt läuft ihr sogar ihr erster großer Zufluss zu, der früher Holderbach, heute auf der Gewässerkarte Hohenberger Bach genannte Abfluss des Gemeindeweihers, der bei Hohenberg am Rande der L 1060 liegt.
Unterhalb des Holzindustriebetriebes schlängelt sie sich dann nur auf den nächsten etwa 400 Metern frei durch ihre alte, von den Hügelwäldern Dürrenwald rechts und Buchgehren links eingefasste Aue. Dann fließt sie schon in den nächsten Stausee ein, den oberen Seeteil des Orrotsees. Dieser streckt sich in west-östlicher Richtung insgesamt etwa 1,3 km weit und ist meist um 150 Meter breit. Über zwei kleine Mündungsbuchten laufen ihm aus dem Südwesten und dem Süden die im oder am Südrande des Dürrenwalds entstehenden Bäche Weiherlesbach (1,9 km) und Edelhaubach (1,5 km) zu. Unterhalb des Staudamms liegt links des Bachs der kleine Wohnplatz Orrot, hier münden ins Orrottal von der anderen Seite noch zwei weitere, kleinere wasserführende Waldklingen, dann kehren sich Tal und Bach für die letzten anderthalb Kilometer des Laufs abrupt nach Norden.

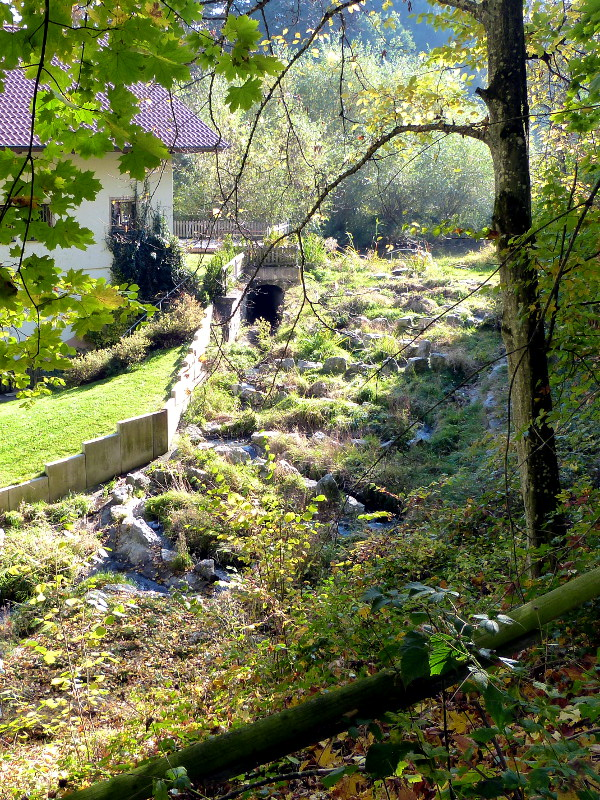
Naturnahe Fischaufstiegshilfe an der Rennecker Mühle

Bald danach öffnet sich im Tal ein schmaler Flurstreifen. Kurz vor dem Austritt in die weite Jagstaue passiert die Orrot die Rennecker Mühle von Jagstzell. Am linken Rand der Jagstaue nimmt sie noch beim Bühlhof der Gemeinde aus dem Buchgehren im Westen ihren einzigen längeren linken Zufluss Rappenbächle auf (1,8 km). Gleich darauf fließt sie unter der Oberen Jagstbahn hindurch und mündet nach gut hundert Metern von links und zuletzt Südwesten in die rechts am Prallhang laufende obere Jagst, nur gut 400 Meter unterhalb der dicht an Schweighausen von rechts der Jagst zufließenden Rechenberger Rot.

### Einzugsgebiet
Die Orrot hat ein 20,9 km² großes Einzugsgebiet, das naturräumlich gesehen zum Unterraum Ellwanger Berge der Schwäbisch-Fränkischen Waldberge gerechnet wird. Es erstreckt sich in längster Ausdehnung von einem namenlosen Hügel an der Nordwestspitze im Wald Harbach westlich von Hummelsweiler an der Gemeindegrenze zu Frankenhardt knapp 8,5 km weit bis zu seiner Südostecke auf der Jagsttal-Randhöhe an der B 290 bei Ellwangen-Schönau. Quer dazu ist es nirgends ganz 3,5 km breit. Die mit Abstand höchste Erhebung ist die markante Kuppe des 568,9 m ü. NHN erreichenden Hohenbergs beim gleichnamigen Rosenberger Weiler an der südlichen Wasserscheide, die nächstgrößere der genannte Hügel an der Nordwestspitze im Waldgebiet Harbach, der einen Wasserspeicher trägt und am Scheitel eine Höhe von 518,7 m ü. NHN hat.
Wegen der Linkskehre der unteren Orrot nach dem Orrotsee folgt die östliche Wasserscheide von der Mündung aufwärts nahe der aufnehmenden Jagst nach Süden, etwa auf der Trasse der B 290 an Dietrichsweiler vorbei bis aufs Riemenfeld westlich von Ellwangen-Schönau, wo sie dann abknickt und vor dem kleinen Jagstzufluss Ludwigsbach durch den Dürrenwald nach Westen weiterzieht. Etwa wo sie im Finsterholz aus der Ellwanger Stadt- auf die Gemeindegemarkung von Rosenberg wechselt, beginnt außerhalb das Einzugsgebiet des in südöstlicher Richtung zur Jagst noch oberhalb von Ellwangen laufenden Rotenbachs anzuliegen. Erst nach dem Steilanstieg auf den Hohenberg konkurriert an der Außenseite der gesamten südwestlichen und westlichen Wasserscheide die bedeutendere Blinde Rot mit etlichen Zuflüssen, die südwärts zum Kocher läuft.
Am Wasserspeicher-Hügel im Harbach-Wald knickt die Grenze des Einzugsgebietes nach Osten ab und scheidet vom ostwärts nun zur abwärtigen Jagst entwässernden Bachsystem des zwischen Jagstzell und Stimpfach-Randenweiler mündenden Sulzbachs. Jenseits des restlichen ostnordöstlichen Stücks der Wasserscheide bis zurück zur Mündung ziehen nur noch zwei erwähnenswerte Wasserläufe zur Jagst, der Kerlesbach und der Helmlesbach, die beide in Jagstzell münden.
Vom Einzugsgebiet gehört ein nur etwa 0,7 km² großer Randstreifen im Südosten zur Stadt Ellwangen, er ist völlig bewaldet und siedlungsfrei. Die Gemeinde Jagstzell hat mit etwa 3,8 km² einen größeren Anteil im Osten, der ab dem Ausfluss der Orrot aus dem Holzmühl-Stausee links bis nahe an den Lauf reicht, einen Teil des unteren Sees umfasst und unterhalb des Sees sich auf die ganze Breite des Einzugsgebietes weitet. Die kleine Siedlungsplätze Orrot, Rennecker Mühle und Bühlhof Jagstzells liegen am untersten Lauf bzw. auf der mündungsnahen linken Wasserscheide.
Der weit überwiegende Gebietsanteil liegt jedoch in der Gemeinde Rosenberg, mit dem namengebenden Dorf entlang der L 1060 auf der inneren Wasserscheide zwischen Glasbach und Orbach, dem Wohnplatz Spitzensägmühle am oberen Glasbach am Südrand der Hummelsweiler Rodungsinsel, dem Weiler Geiselrot am dem Glasbach aus Westen zufließenden Herlingsbach, den Höfen Herlingshof und Herlingssägmühle nahe an dessen Mündung in den Glasbach, dem Weiler Unterknausen nahe dem Zufluss des Glasbachs in den Holzmühl-Stausee, der Ohrmühle an diesem von Westen zulaufenden Orbach, dem zum großen Industriebetrieb herangewachsenen Weiler Holzmühle unterhalb des danach benannten Stausees und dem Weiler Hohenberg überwiegend diesseits der südlichen Wasserscheide  auf dem Unterhang des gleichnamigen Wallfahrtsberges.
Etwa zwei Drittel des Einzugsgebietes sind bewaldet. Die offene Flur liegt zum größeren Teil in der Rodungsinsel um Rosenberg, zum geringeren im Süden der um Hummelsweiler, zum geringsten im Norden der sich von etwa Hohenberg südwärts ziehenden.

### Zuflüsse und Seen
Liste der Zuflüsse und  Seen von der Quelle zur Mündung. Eingeklammerte Benennungen sind nicht Eigennamen, sondern Behelfsbezeichnungen der entsprechenden Gewässer. Gewässerlänge, Seefläche und Einzugsgebiet und Höhe nach den entsprechenden Layern auf der Onlinekarte der LUBW. Andere Quellen für die Angaben sind vermerkt.
Ursprung der Orrot auf etwas unter 450 m ü. NHN  im Holzmühl-Stausee bei Rosenberg-Unterknausen, in den seine beiden Oberläufe einmünden.
- Auf etwas unter 450 m ü. NHN liegt der Holzmühl-Stausee bei Unterknausen und Holzmühle, 6,5 ha, mit jeweils einer langen Einlaufbucht des Glasbachs nach Nordwesten und des Orbachs nach Westen. Über den Seedamm führt die  K 3230 von Hohenberg nach Unterknausen, unterhalb schließt unmittelbar das Gelände des über 30 ha Fläche einnehmenden holzverarbeitenden Betriebes der Rosenberger Holzmühle an, das die Orrot dann größtenteils verdolt durchläuft.

- Glasbach, linker Haupt-Oberlauf, 4,7 km und 6,5 km².[LUBW 4] Entsteht auf etwa 488 m ü. NHN etwa 0,9 km westsüdwestlich der Ortsmitte von Rosenberg-Hummelsweiler im beginnenden Wald der Alten Klinge.
  - Rappenweiherbach, von rechts und Westnordwesten auf etwa 469 m ü. NHN an der Rosenberger Spitzensägmühle, 0,9 km und ca. 0,9 km².[LUBW 7] Entsteht auf längstem Ast auf etwa 482 m ü. NHN in der Mulde eines abgelassenen Sees etwas südlich des noch bestehenden der namengebenden Rappenweiher.
    - (Weiherabfluss), von links und Westen auf etwa 476 m ü. NHN nach dem Waldaustritt, ca. 0,2 km[LUBW 8] und ca. 0,3 km².[LUBW 7] Dieser linke Quellast des Rappenweiherbachs entfließt dem Rappenweiher auf über 480 m ü. NHN.
      -  Auf etwas über 480 m ü. NHN am Südrand der Rodungsinsel um Hummelsweiler zum Wald Vogelherd, 0,8 ha.

    -  Durchfließt auf 472,8 m ü. NHN[LUBW 2] den Rutschweiher an der Spitzensägmühle, 1,1 ha.

  -  Durchfließt auf etwa 465 m ü. NHN den Härlingssägmühlweiher bei der Herlingssägmühle von Rosenberg, 0,4 ha.
  - Herlingsbach, von rechts und Westen auf 459,4 m ü. NHN[LUBW 2] östlich des Rosenberger Herlingshofes, 2,1 km und 1,5 km². Entsteht auf etwa 502 m ü. NHN im Weichbild des Rosenberger Weilers Geiselrot.
    -  Durchfließt auf 474,1 m ü. NHN[LUBW 2] den Herlingsweiher nördlich von Rosenberg am Waldeintritt der Kreisstraße K 3323 nach Hummelsweiler, 5,5 ha.
    - (Wiesengraben), von rechts und Nordosten im Herlingsweiher, 0,7 km und ca. 0,4 km².[LUBW 7] Entsteht auf etwa 493 m ü. NHN östlich des Rosenberger Sportplatzes im Zipfelwasen.

  - (Wiesengraben), von links auf etwa 458 m ü. NHN wenig nach dem vorigen noch vor der Wüstung der ehemaligen Glassägmühle, ca. 0,3 km[LUBW 8] und ca. 0,3 km².[LUBW 7] Entsteht auf etwa 470 m ü. NHN am Südwestrand des Waldes Schlipfen.
    -  Durchfließt auf etwa 467 m ü. NHN einen Kleinteich am Waldrand, unter 0,1 ha.

  - (Wiesenbach), von rechts und Westen auf etwa 465 m ü. NHN bei der ehemaligen Glassägmühle, ca. 0,8 km[LUBW 8] und ca. 0,4 km².[LUBW 7] Entsteht auf etwa 473 m ü. NHN an einem Ackerrain zur Wiese zwischen den Gewannen Glasfeld und Letten nordöstlich von Rosenberg.
- (Waldbach), von links und Nordosten auf etwa 453 m ü. NHN gut hundert Meter nördlich der Talquerung der Kreisstraße K 3321 von Rosenberg nach dessen Weiler Unterknausen, ca. 0,3 km[LUBW 8] und ca. 0,2 km².[LUBW 7] Entsteht auf etwa 470 m ü. NHN im südwestlichen Ödholz.
  - (Zufluss), von links und Nordwesten auf etwa 450 m ü. NHN westlich von Rosenberg-Unterknausen, ca. 0,8 km[LUBW 8] und ca. 0,4 km².[LUBW 7] Entsteht auf etwa 487 m ü. NHN am Westrand des Waldes Buchgeren nordöstlich von Unterknausen.
Etwa 200 Meter nach diesen Zulauf fließt der Glasbach in die Nordwestbucht des Sägmühl-Stausees ein.
- Orbach, früher Ohrbach geschrieben, rechter Oberlauf, 3,8 km und 4,9 km². Entsteht auf etwa 495 m ü. NHN nahe einem durch den östlichen Vogelbuck ziehenden Forstweg etwa 200 Meter im Nordosten eines Forstackers. ⊙
  -  Passiert auf etwa 475 m ü. NHN am rechten Ufer ein Teichgruppe vor dem Südwestrand Rosenbergs, zusammen 0,2 ha. Danach am Ortsrand kurzer verdolter Abschnitt unter anderem unterhalb der querenden Karl-Stirner-Straße
  -  Durchfließt auf etwa 462 m ü. NHN einen weiteren Teich im Weichbild des Dorfes, 0,1 ha.
  - Häselesbronnenbach, von rechts und aus dem Südwesten auf etwa 456 m ü. NHN neben der L 1060 an der Rosenberger Ohrmühle, 1,8 km und ca. 1,5 km².[LUBW 7] Entsteht auf etwa 486 m ü. NHN im Hinteren Kirchholz westlich-unterhalb des Hohenbergs und läuft zunächst nördlich.
    - (Waldzufluss), von rechts und Südosten auf etwa 477 m ü. NHN im Hinteren Kirchholz, ca. 0,9 km[LUBW 8] und 0,2 km².[LUBW 7] Entsteht auf etwa 550 m ü. NHN unbeständig als Abfluss des Teichs an der Hohenberger Lourdesgrotte am oberen Nordwestabhang des Hohenbergs.
    - (Waldzufluss), von links und Südwesten auf etwa 469 m ü. NHN nahe am Kirchenweg von Rosenberg zum Hohenberg, ca. 0,7 km[LUBW 8] und ca. 0,2 km².[LUBW 7] Entsteht auf etwa 498 m ü. NHN.
    - (Waldzufluss), von links und Westen auf etwa 462 m ü. NHN am Ostknick des Häselesbronnenbachs, ca. 0,4 km[LUBW 8] und ca. 0,2 km².[LUBW 7] Entsteht auf etwa 475 m ü. NHN westlich des Kirchenweges.

  - Kirchholzbach, von rechts und Südwesten auf etwa 452 m ü. NHN unterhalb der Ohrmühle und gegenüber der Kläranlage von Rosenberg, 1,1 km und ca. 0,7 km².[LUBW 7] Entsteht auf etwa 500 m ü. NHN am Waldrand unterhalb des nördlichen Hohenberghangs.
  -  Passiert gleich danach einen Kleinteich am rechten Ufer, unter 0,1 ha.
  - (Waldzufluss), von rechts und Süden auf etwa 500 m ü. NHN neben einer Leitungsschneise, ca. 0,3 km[LUBW 8] und ca. 0,1 km².[LUBW 7] Entsteht auf etwa 477 m ü. NHN im Ohrholz neben der Schneise.
  -  Passiert zuallerletzt einen Kleinteich am rechten Ufer, unter 0,1 ha.
Dann fließt der Orbach in die Westbucht des Sägmühl-Stausees ein.
  - (Flur- und Waldrandgraben), von links und Nordwesten nur einen Steinwurf vom Orbach-Zulauf entfernt in die Westbucht des Holzmühl-Stausees, 0,9 km und ca. 0,4 km².[LUBW 7] Entsteht auf etwa 468 m ü. NHN im Frauenfeld.
- Hohenberger Bach[6], von rechts und Südwesten auf rund 440 m ü. NHN verdolt auf dem Betriebsgelände der Holzmühle, 1,5 km und ca. 0,8 km².[LUBW 7]
  -  Entfließt auf etwa 484 m ü. NHN dem Gemeindeweiher auf der Hohenberg-Seite der L 1060, 0,5 ha.
  -  Durchfließt auf unter 450 m ü. NHN nacheinander die drei Fällriegelweiher nahe der Holzmühle, zusammen 0,7 ha.
- Passiert auf unter 440 m ü. NHN einen Klärweiher (?) im Bereich der Kläranlage am Ende des Werks, 0,2 ha.
- (Zufluss aus der Kreuzklinge)[7], von links und Norden etwa gegenüber dem vorigen, 0,5 km und ca. 0,5 km².[LUBW 7] Entsteht auf etwa 455 m ü. NHN neben einem Fahrweg ums Werkgelände im Wald.

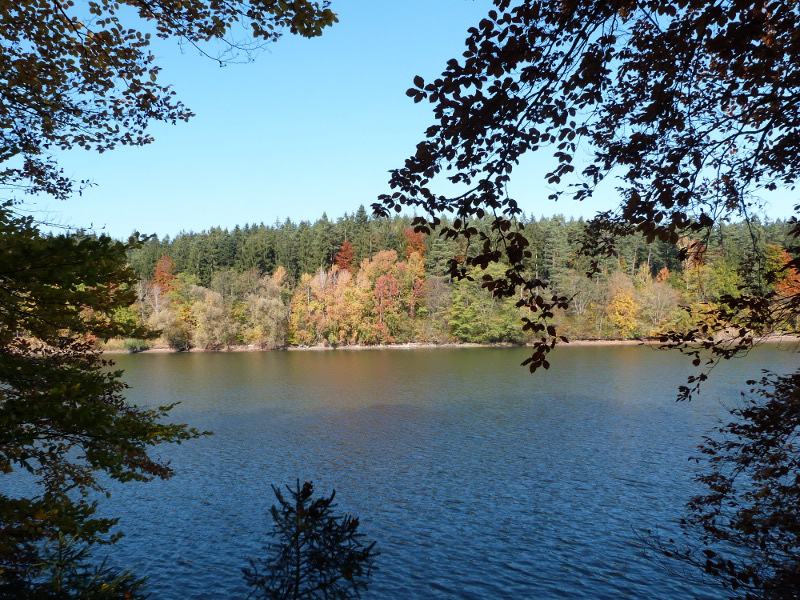
Blick über den Orrotsee

- Durchfließt auf etwa 437 m ü. NHN den oberen Teil des Orrotsees, 2,9 ha. Ein Waldweg verbindet über den Damm am Ende dieses Seeteils die beiden Ufer.
- Durchfließt auf 436 m ü. NHN[LUBW 2] den unteren Teil des Orrotsees, 13,1 ha, in inzwischen östlicher Richtung. Im See liegen an der Südseite drei kleine Inseln.
- Weiherlesbach durch die früher so genannte Kreuzklinge[8], von rechts und Westsüdwesten auf etwa 436 m ü. NHN über einen Einlaufsee in den westlichen unteren Orrotsee, 1,9 km und 1,8 km². Entsteht auf etwa 475 m ü. NHN am Westrand des Dürrenwaldes ostsüdöstlich von Rosenberg-Hohenberg.
  -  Durchfließt auf etwa 465–460 m ü. NHN drei Waldweiher, zusammen 0,6 ha.
  - Wirtswaldbach, von links und Westen auf etwa 444 m ü. NHN im nördlichen Dürrenwald, 1,3 km und ca. 0,7 km².[LUBW 7] Entsteht auf etwa 484 m ü. NHN vor dem Ostrand von Hohenberg nahe der Straße Gartenwiesen. Etwas längerer, aber einzugsgebietsärmerer linker Quellbach des Weiherlesbachs.
  -  Durchfließt auf etwa 436 m ü. NHN einen rechten Einlaufsee in den unteren Orrotsee, 1,0 ha.
- Edelhaubach, von rechts und Südwesten in die Mitte des unteren Orrotsees, 1,4 km und 1,0 km². Entsteht auf etwa 470 m ü. NHN im Dürrenwald nahe der Gemeindegrenze zu Ellwangen.
- Holderklingenbach, von rechts und Südwesten auf etwa 427 m ü. NHN nach dem Orrotsee im Bereich einiger winziger Teiche, 0,9 km und ca. 0,7 km².[LUBW 7] Entsteht auf etwa 455 m ü. NHN an einer Feldweggabel im Dürrenwald.
- (Waldbach), von rechts und Südosten einen Steinwurf nach dem vorigen, ca. 0,6 km[LUBW 8] und ca. 0,4 km².[LUBW 7] Entsteht auf etwa 450 m ü. NHN nahe der Sandgrube von Jagstzell-Dietrichsweiler und ist Gemeindegrenze von Rosenberg zu Jagstzell. Einen Viertelskilometer nach diesem Zulauf wechseln Orrot und ihr Tal ihre Laufrichtung auf Norden.
- Passiert auf etwa 422 m ü. NHN den Rennecker Sägmühlweiher bei der Rennecker Mühle von Jagstzell, 0,7 ha. Die schon etwas vorher freie Aue des inzwischen nordwärts laufenden Tales weitet sich danach zur Jagstaue.
- Rappenbächle, von links und Westen auf unter 420 m ü. NHN vor der Unterquerung der Oberen Jagstbahn beim Bühlhof von Jagstzell, 1,8 km und ca. 1,2 km².[LUBW 7] Entsteht auf etwa 472 m ü. NHN mitten im Wald Buchgeren und durchläuft die Schelmenklinge.
  -  Durchfließt auf etwa 462–450 m ü. NHN eine Weiherkette in der Schelmenklinge zusammen 1,2 ha.[LUBW 5]

Mündung der Orrot von links und zuletzt Südwesten auf 416,5 m ü. NHN nördlich von Jagstzell-Schweighausen in die obere Jagst. Der Bach ist hier ab der Quelle des längeren Oberlaufs Glasbach 9,9 km, auf dem Namenslauf ab dem Zusammenfluss mit dem Orbach im Holzmühl-Stausee 5,2 km lang und hat ein Einzugsgebiet von 20,9 km² hinter sich.

## Geologie
Das Einzugsgebiet der Orrot liegt zur Gänze im Mittelkeuper. Die unterste durchlaufene Schicht sind die Unteren Bunten Mergel (Steigerwald-Formation) am Rande zum Jagsttal, die höchste der Stubensandstein (Löwenstein-Formation). Dieser nimmt, die Talmulden ausgenommen, in denen Obere Bunte Mergel (Mainhardt-Formation) und Kieselsandstein (Hassberge-Formation) talabwärts aufeinander folgen, den überwiegenden Teil des Einzugsgebietes rechts der Talachse aus Glasbach und Orrot ein, während sich die Hügel linksseits davon meist nur bis in die Oberen Bunten Mergel erheben. Im gesamten Talgrund des Glasbach, überwiegend in dem des Orbachs und in dem der Orrot bis kurz vor der Mündung liegt Kieselsandstein. In der am Ostrand des Einzugsgebietes bei Dietrichsweiler betriebenen Sandgrube werden Goldshöfer Sande abgebaut.
Diese altpleistozänen Flussablagerungen stammen aus einer Zeit, als die obere Jagst noch in Gegenrichtung nach Süden zur Schwäbischen Alb hin und letztlich zur Donau entwässerte. Die südöstliche Fließrichtung des Glasbachs ungefähr in Richtung des Schichtenfallens in der Südwestdeutschen Schichtstufenlandschaft und der stumpfe Winkel, unter dem auch noch die obere Orrot zur Jagst strebt, deuten auf eine Anlage des Orrot-Bachsystems schon zu Zeiten hin, als die Umgegend noch zur Donau entwässerte. Ihr sich unterhalb des Orrotsees abrupt nach Norden kehrendes Untertal wäre dann die rheinische Anzapfung eines alten konsequenten Schichtstufengewässers.